# Pachypodium sofiense
Pachypodium sofiense là một loài thực vật có hoa trong họ La bố ma. Loài này được (Poiss.) H.Perrier mô tả khoa học đầu tiên năm 1934.